# Международный веганский день

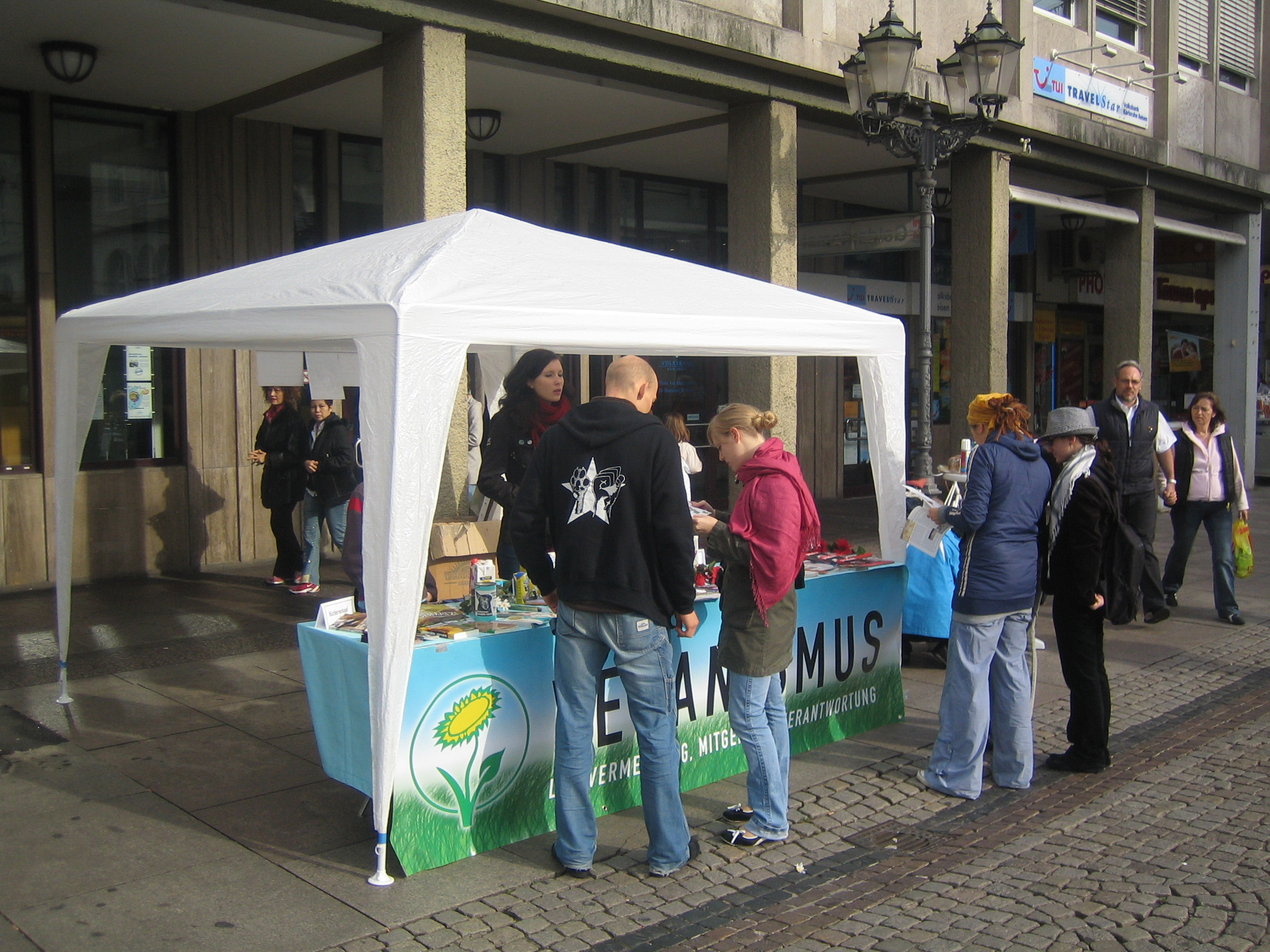
Информационный стенд в Карлсруэ к «Всемирному дню веганства» (2006)

Всемирный веганский день (англ. World Vegan Day), отмечается веганами с 1994 года ежегодно 1 ноября, в годовщину создания «Веганского общества» (англ. The Vegan Society, основано в Великобритании в 1944 году). В этот день веганами проводятся мероприятия и информационные акции, посвящённые «веганству».
В 2004 году юбилейный десятый Веганский день совпал с 60-летним юбилеем «Веганского общества».